# Таримские мумии

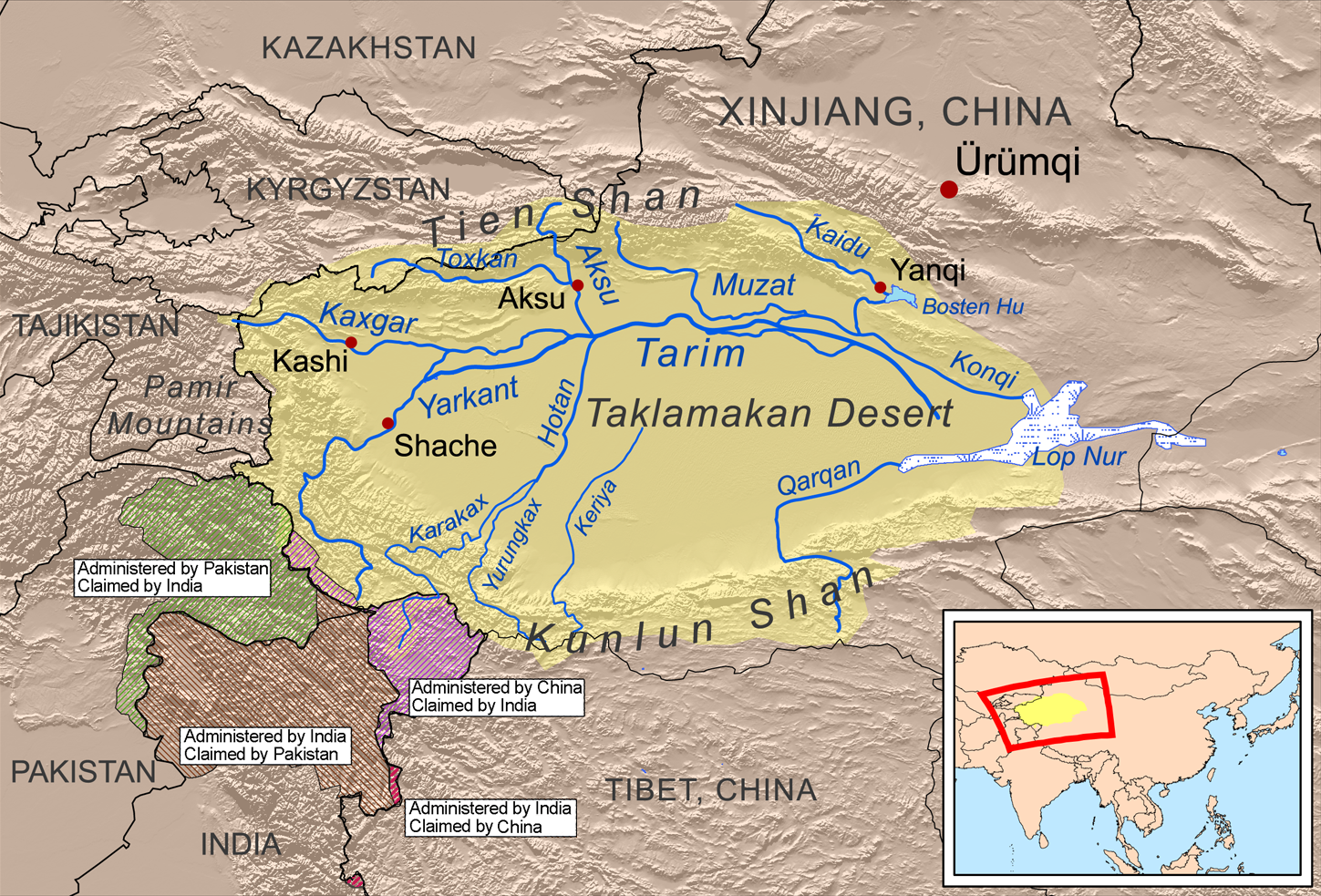
Карта бассейна реки Тарим и пустыни Такла-Макан

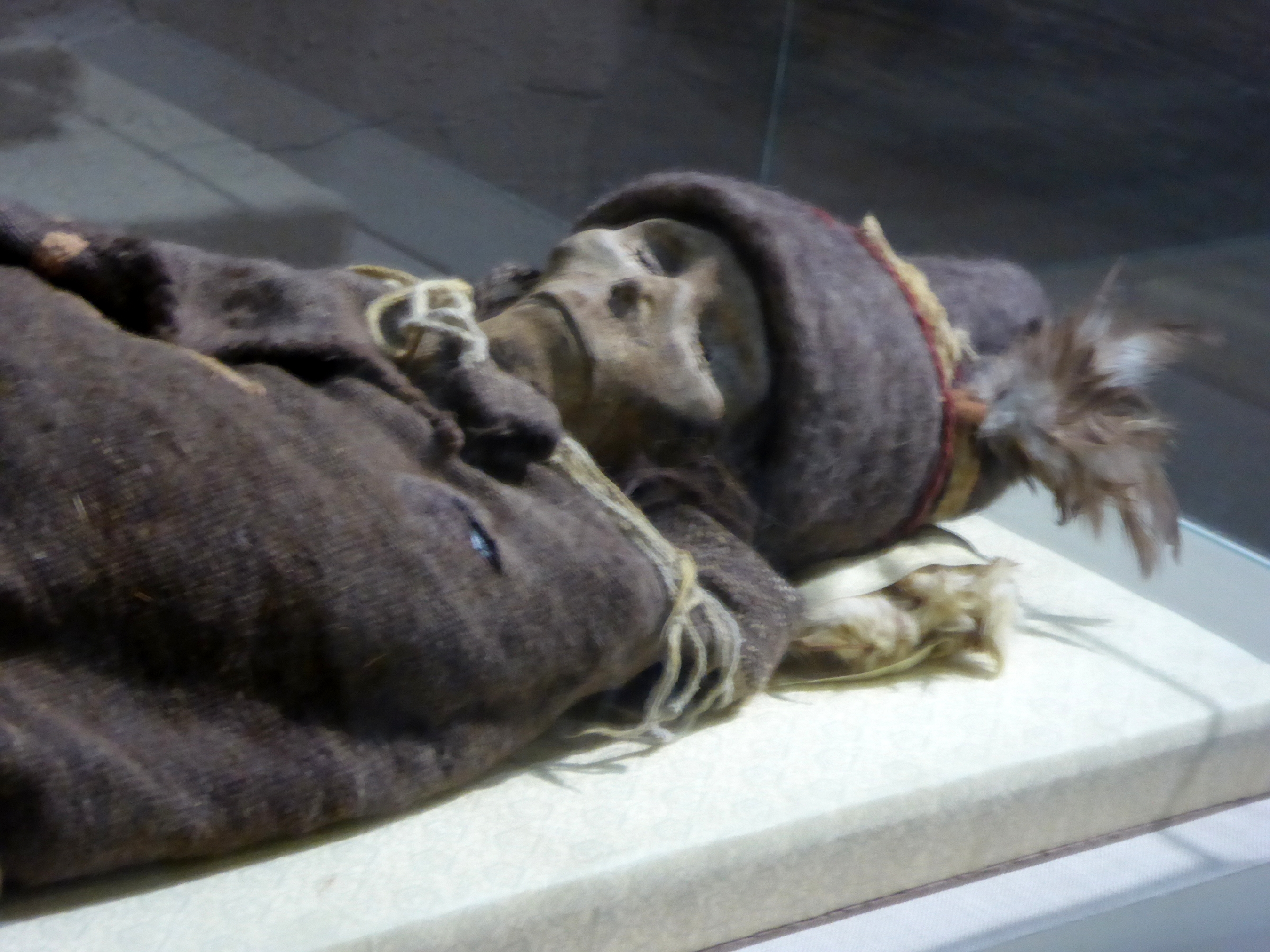
Одна из таримских мумий

Тари́мские му́мии — мумифицированные тела XVIII века до н. э. — II века н. э., сохранившиеся в засушливых условиях пустыни Такла-Макан близ Лоуланя (могильники Гумугоу (Кявригуль), Сяохэ (Xiahoe), Аяла Мазар). Также мумии были найдены на восточном конце бассейна реки Тарим вокруг Турфана, близ Нии, Черчена и вдоль южного края Таримского бассейна в Синьцзян-Уйгурском автономном районе Китая.
Зёрна пшеницы, извлеченные из Сяохэ, показали наибольшее сходство последовательностей с гексаплоидной мягкой пшеницей (Triticum aestivum).

## Описание

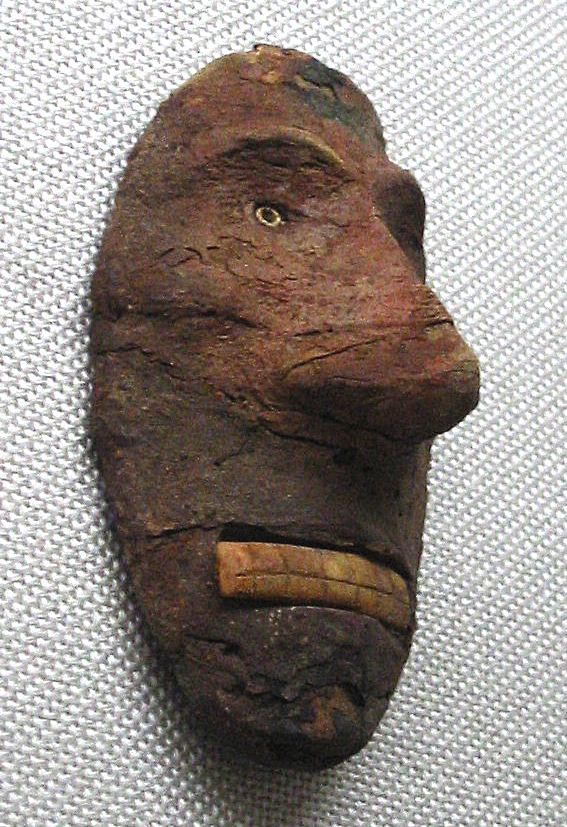
Европеоидная маска из Лоп Нур, Китай, 2000—1000 гг. до н. э.

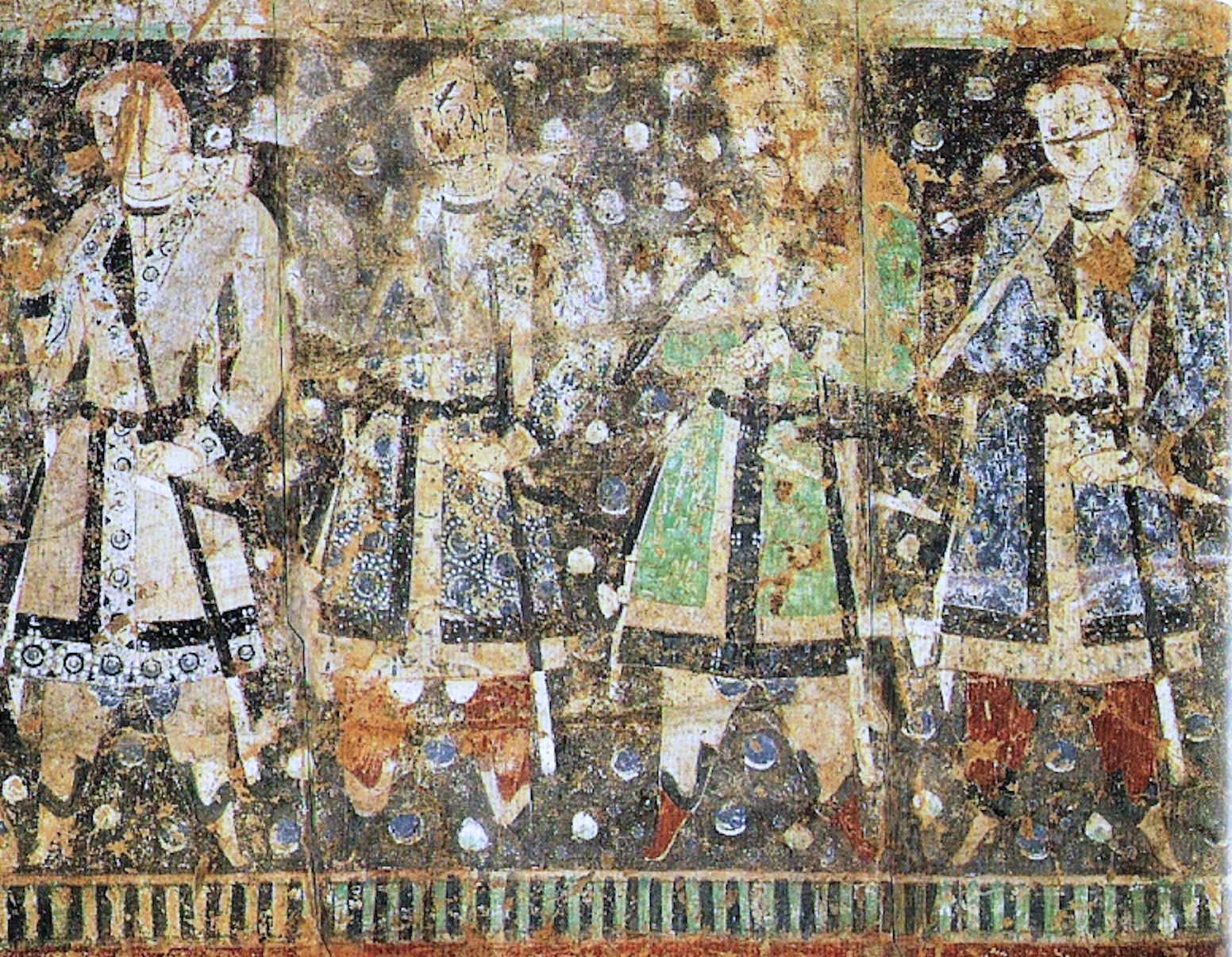
«Тохарские доноры», со светлыми волосами и светлым цветом глаз, фреска VII века н. э., Кизил, Таримский бассейн, Синьцзян, Китай

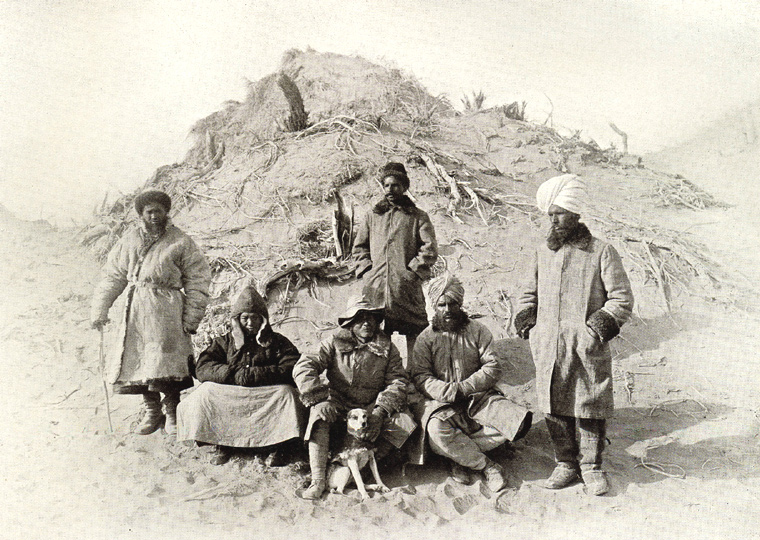
Господин Аурель Стейн в Таримском бассейне, 1910 г.

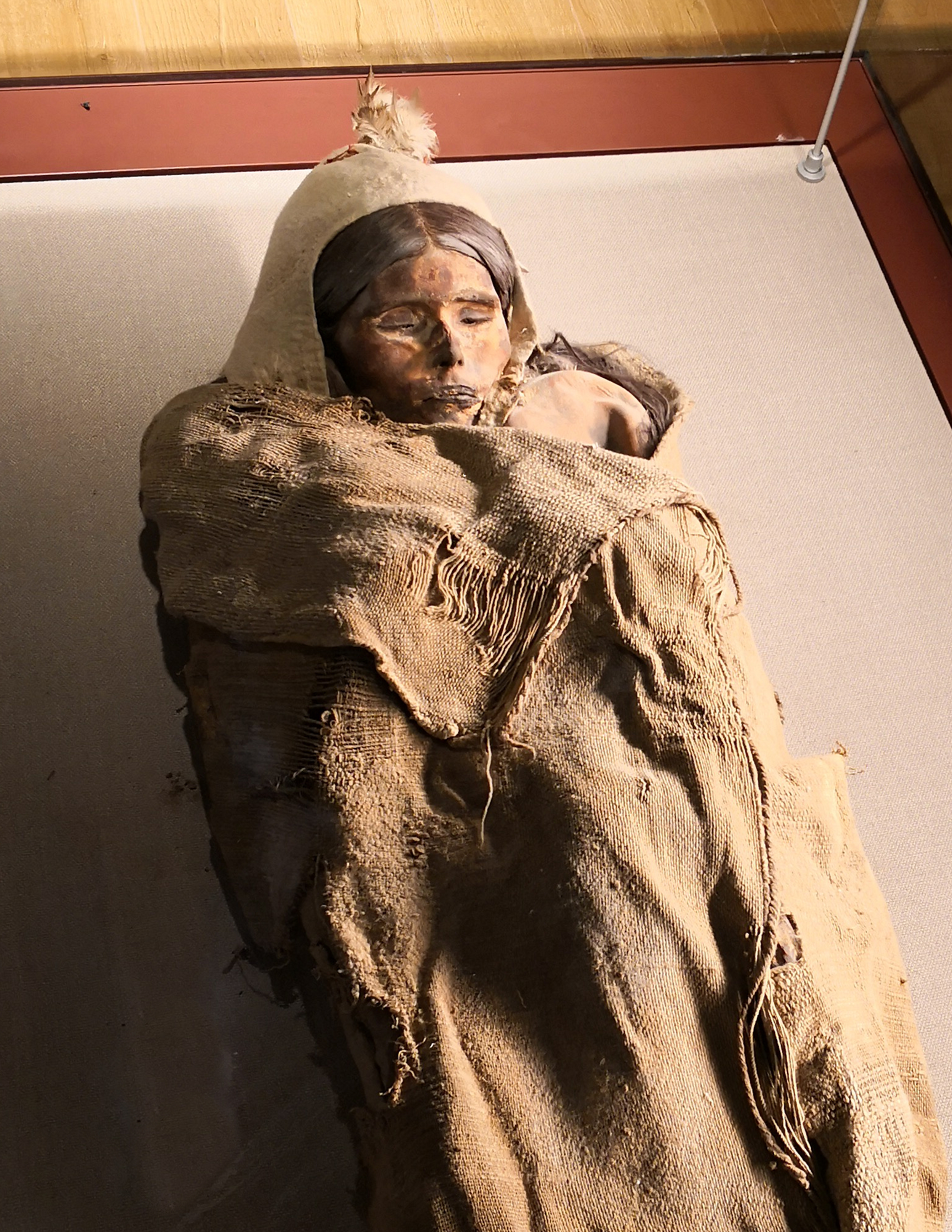
Мумия лоуланьской красавицы

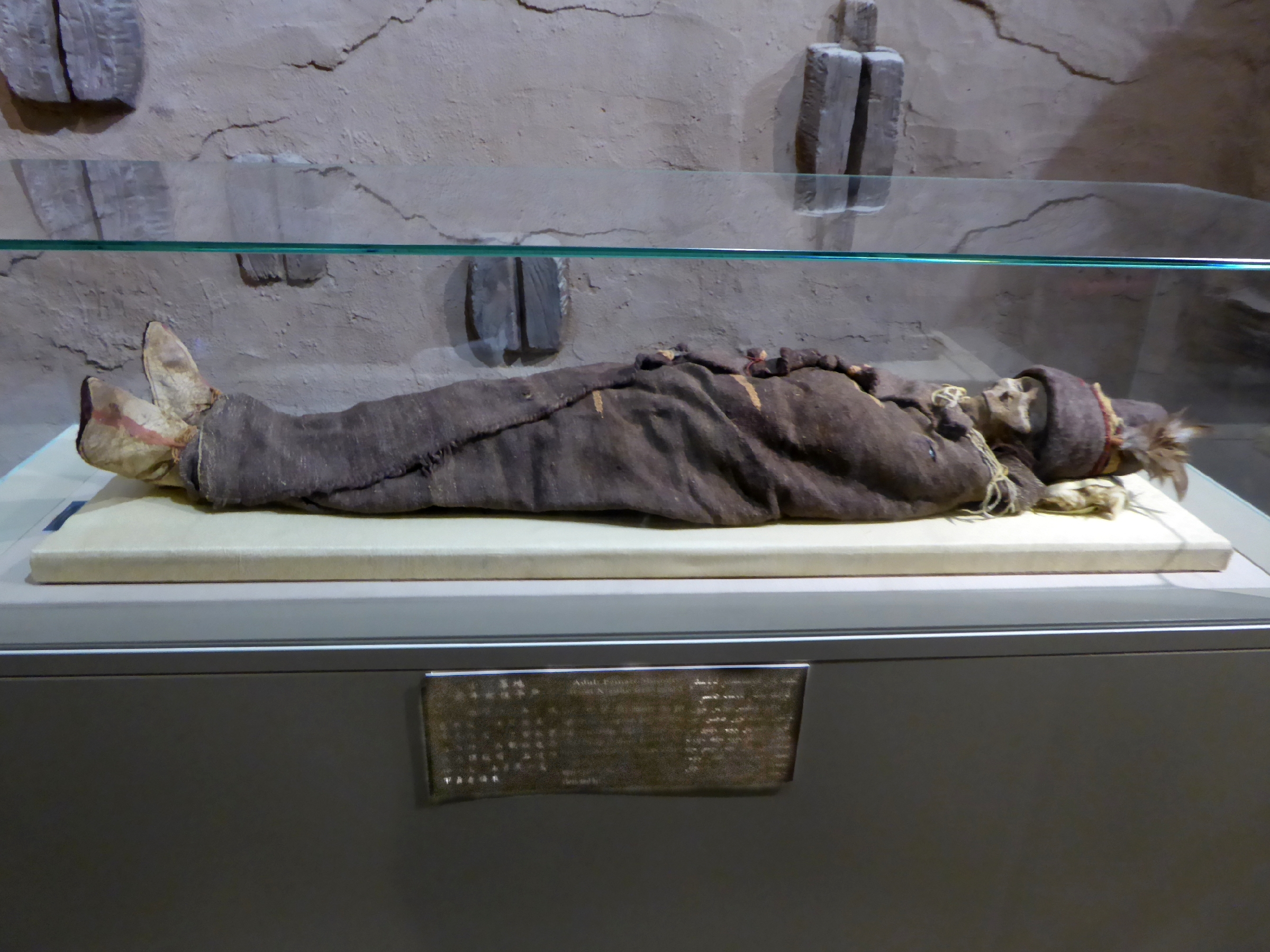
Одна из мумий — полный вид

По антропологическим характеристикам захоронения содержат мумии монголоидов и европеоидов. Так, в захоронении Янбулак из 29 тел 21 погребение монголоидов и 8 — европеоидов. Наиболее ранние мумии могут быть датированы XVIII веком до н. э., наиболее поздние — II веком н. э. Их отличают длинные, заплетённые в косы волосы рыжего либо светло-русого оттенка. Неплохо сохранились ткани — войлочные плащи и гетры с клетчатым рисунком.
Краниометрические данные свидетельствуют об антропологическом сходстве таримских мумий с носителями андроновской культуры Казахстана и Рудного Алтая.

## Палеогенетика
Исследование ДНК семи мужских мумий из могильника долины Тарима — Сяохэ (Малая Речка или «Кладбище № 5») западнее озера Лобнор (3980 ± 40 лет назад) показало, что все они относятся к Y-хромосомной гаплогруппе R1a-M17. Анализ митохондриальной ДНК показал наличие восточно-евразийской митохондриальной гаплогруппы C4 (у пяти мужчин и девяти женщин) и западно-евразийских гаплогрупп H и K (у двух женщин). На 2012 год из 12 определённых Y-хромосомных гаплогрупп 11 относятся к линии R1a1a-M198, 1 — к парагруппе K*. В 2019 году были исследованы таримские мумии эпохи железного века из местечка Шижэньцзыгоу (Shirenzigou) в Восточном Тяньшане. Двое мужчин принадлежали к Y гаплогруппе R1b-PH155, другие двое — к гаплогруппам Q1a1a и Q1a1b соответственно, были также определены митохондриальные гапогруппы U4’9, T1a1b, I1b, U4, G3b, H15b1, U5b2c, U5a2, D4j1b и A17. В образцах из Шижэньцзыгоу нашли аллели rs1426654 и rs16891982, ассоциированные со светлой пигментацией кожи, и аллель rs12913832, ассоциированный с голубым цветом глаз. Аллель толерантности к лактозе, как и во всей Восточной Азии, почти полностью отсутствует. В работе 2021 года у одного образца определили Y-хромосомную гаплогруппу R1-PF6136 (xR1a, xR1b1a), у двух — Y-хромосомную гаплогруппу R1b1c-PH155/PH4796 (ISOGG2016). У 12 таримских мумий была определена митохондриальная гаплогруппа C4, у одной мумии (L5213, 2000—1800 лет до н. э.) — митохондриальная гаплогруппа R1b1.

## История
Обнаружение таримских мумий в начале XX века экспедициями Ауреля Стейна и Свена Гедина породило в научном сообществе споры о том, на каком языке говорили эти люди. Наиболее общепринято их отождествление с тохарами (псевдотохарами) — носителями тохарского языка.
О широком распространении европеоидов во Внутренней Азии 2000—3000 лет тому назад свидетельствуют данные пазырыкской и таштыкской культур, а также некоторые письменные источники. Например, Плиний Старший сообщает, что цейлонское посольство ко двору императора Клавдия описывало жителей западного Китая как людей «выше среднего роста, с льняными волосами и голубыми глазами», однако подобные характеристики могут иметь и монголоиды.

## Лоуланьская красавица
«Лоуланьской красавицей» прозвали одну из древнейших таримских мумий. Она принадлежит молодой женщине европеоидной расы (рост 180 см и пряди тёмнорусых волос) и найдена в 1980 году в окрестностях Лоуланя. Примерный возраст 3800 лет. Мумия хранится в музее Синьцзян-Уйгурского автономного района в городе Урумчи. Рядом с лоуланьской красавицей найдено захоронение пятидесятилетнего «черченского мужчины» с заплетёнными в две косы волосами и трёхмесячного ребёнка с «бутылочкой» из коровьего рога и соской из овечьего вымени. Также были найдены артефакты: решето, колпак, тканая сумка с зёрнами пшеницы. Предположительно, захоронение принадлежит древним индоевропейцам (афанасьевской культуры или тохарам).

## Красавица Сяохэ
«Красавица Сяохэ» (ок. 1800–1500 годы до н. э.) – ещё одна известная таримская мумия. У нее хорошо сохранились не только волосы, но и ресницы. Она была одета в шерстяную шляпу, юбку, кожаные сапоги с меховой подкладкой и завёрнута в белый шерстяной плащ с кисточками, а рядом с ней были захоронены деревянные булавки и три мешочка эфедры.